# Plataci
Plataci község (comune) Olaszország Calabria régiójában, Cosenza megyében.

## Fekvése
A megye északkeleti részén fekszik. Határai: Albidona, Alessandria del Carretto, Cerchiara di Calabria, Trebisacce és Villapiana.

## Története
A települést a 15. században alapították Calabriában megtelepedő albánok, akiket a törökök űztek el országukból. A 19. század elején, amikor a Nápolyi Királyságban felszámolták a feudalizmust Cerchiara része lett, majd hamarosan elnyerte önállóságát.

## Népessége
A népesség számának alakulása:

## Főbb látnivalói
- San Giovanni Battista-templom
- San Rocco-templom
- Madonna di Costantinopoli-kápolna